# Basket Alcamo
L'Associazione Dilettantistica Basket Alcamo è stata la principale società di pallacanestro femminile di Alcamo, in provincia di Trapani.
La società ha raccolto l'eredità dello Sport Club Alcamo, che ha disputato sei stagioni consecutive in Serie A1. Rilevato il titolo sportivo da Catania, la nuova società ha disputato sette stagioni in A2, vinta nel 2010-11, e una in A1, per poi rinunciare all'iscrizione e scomparire.
Ha giocato al Palazzetto Tre Santi e i colori sociali erano il bianco e il blu.

## Storia
Negli anni settanta il professore Lino Scalzo fondò l'Alcamo femminile, in un periodo in cui le rappresentanti della pallacanestro alcamese erano anche l'Olimpia e la Don Bosco. Come Basket Alcamo (sponsorizzata dalla Fiat e poi dalla ILG), dagli anni ottanta sfiorò più volte la promozione dalla B all'A2, che conquistò a metà dei novanta, dopo venticinque anni d'attività. Ebbe accesso anche ai play-off per la promozione, poi retrocesse in B e fu ripescata.
Dopo la scomparsa dello Sport Club, nel 2004 il Basket Alcamo ha acquistato il titolo di A2 dalla Palmares Catania. Nel 2006-07 si è salvata ai play-out, condannando l'Elitel Castellammare di Stabia. Nella stagione 2010-2011 riguadagna l'accesso alla massima serie. La squadra si è salvata ai play-out, ma ha poi rinunciato all'iscrizione. La cittadina del trapanese è quindi ripartita dalla società satellite, l'Olimpia, ripescata contestualmente in Serie B.

## Colori e simbolo
Il simbolo della società è rappresentato dalla graficizzazione del Castello dei conti di Modica con l'aggiunta di un canestro.

## Palazzetto
L'attività agonistica si svolge al PalaTreSanti situato nell'omonima contrada Tre Santi e di proprietà del Comune di Alcamo. Realizzato nel 1990 ha una capienza spettatori di 1000 unità. In passato ha accolto il Basket Trapani per una parte del campionato del 2009.

## Cestiste celebri
- Roli-Ann Nikagbatse
- Karolina Piotrkiewicz
- Zsuzsa Tarnai
- Simina Mandache
- Anna Caliendo
- Maria Grazia Raspanti

## Allenatori e presidenti

### Allenatori
- 2005-2007: Bruno Di Pietrantonio
- 2007-2008: Piergiorgio Riva
- 2008-2009: Massimo Romano
- 2009: Luigi Salineri
- 2009-2010: Giuseppe Caboni
- 2010-2011: Andrea Petitpierre
- 2011-2012: Giuseppe Barbara
- 2012: Andrea Petitpierre

### Presidenti
- 2007-2009: Lino Scalzo
- 2009-2012: Silvana Tognetti

## Palmarès
- Campionato di Serie A2: 1
2010-2011

## Record e statistiche

### Partecipazione ai campionati
| Categoria | Categoria | Partecipazioni | Debutto   | Ultima stagione | Totale |
| A         | Serie A1  | 1              | 2011-2012 | 2011-2012       | 8      |
| A         | Serie A2  | 7              | 2004-2005 | 2010-2011       | 8      |